# Törőcsik István
Törőcsik István (Kiskunfélegyháza, 1932. december 23. – 2019. október 22. vagy előtte) magyar labdarúgó, fedezet. A sportsajtóban Törőcsik I néven volt ismert. Testvére Törőcsik II. Ferenc labdarúgó, apósa Király Tivadar labdarúgóedző.

## Pályafutása
A Kőbányai Kerámia csapatában kezdte a labdarúgást. Tizenhat évesen már az élvonalban is bemutatkozott. 1953-ban egy Bp. Honvéd elleni edzőmérkőzésen figyelt fel rá Kalmár Jenő a kispestiek edzője. Tőröcsiket ezért sorkatonai szolgálatra hívták be és így lett a Honvéd játékosa. Két bajnoki címet szerzett a csapattal. Jobblábas játékosként ballal is kiválóan játszott. Többnyire fedezetként játszott, de minden poszton, még kapusként megfelelő teljesítményt nyújtott.
1957 elején részt vett a Honvéd dél-amerikai túráján és ezért félévre eltiltották a játéktól. 1958 tavaszán sérüléssel bajlódott, de Baróti Lajos a svédországi világbajnokságra készülő bő keretben számított rá. A sérüléséből felépülve három bajnoki mérkőzésen kellett volna bizonyítani, hogy helye van az utazó keretben, de nem ment neki a játék. Így nem csak a világbajnokságról, de a válogatottságról is lemaradt.
A Honvéd után a Budai Spartacusban, a Budafoki MTE-ben és a Magyar Kábelben szerepelt.
1972-től a Labor Vasas trénere volt.

## Sikerei, díjai
- Magyar bajnokság
  - bajnok: 1954, 1955